# José María Montoya (diplomático)
José María Montoya fue un diplomático mexicano que sirvió dos veces como encargado interino de México a los Estados Unidos de América (1828-1830 y 1831-1833). 
Durante su primer período como encargado de asuntos, Montoya sustituyó al enviado Pablo Obregón, un excoronel del Ejército de las Tres Garantías que se suicidó en la embajada en agosto de 1828. 
De febrero de 1830 a junio de 1831, fue sustituido por José María Tornel, quien se desempeñó varias veces como secretario de Guerra en el gabinete de Antonio López de Santa Anna. Cuando Tornel
regresó a México, Montoya fue reelegido como Embajador de México en Estados Unidos
 y ocupó el cargo hasta el 31 de diciembre de 1833, cuando fue sustituido por Joaquín María del Castillo y Lanzas. 
Montoya siguió trabajando en la embajada como comisionado de comercio, y fue sustituido en ese puesto por el efímero emperador mexicano, Agustín de Iturbide